# Brurmossen

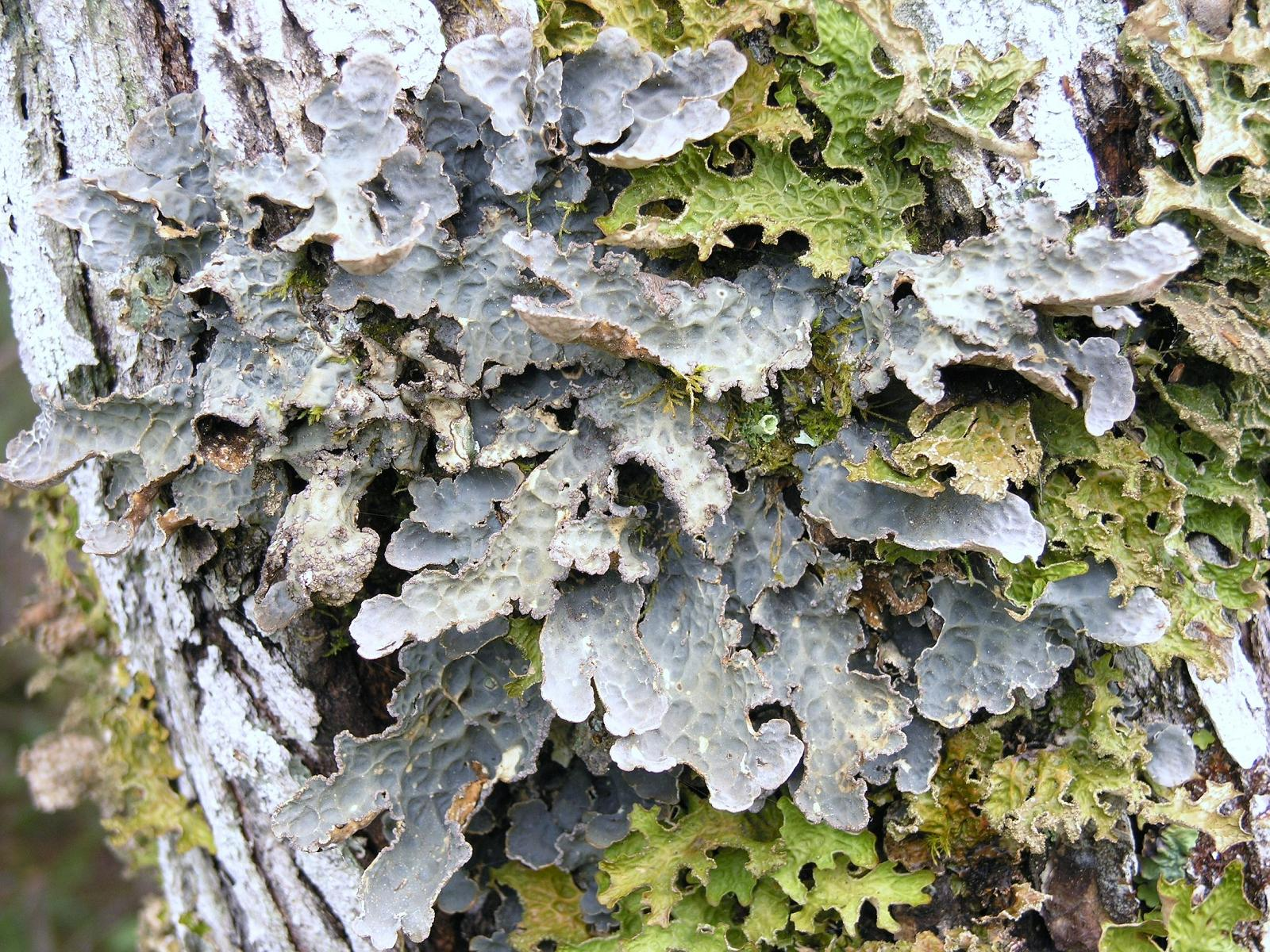
Skrovellav

Brurmossen är ett naturreservat i Åmåls kommun i Västra Götalands län.
Reservatet ligger 7 km norr om Mo kyrka, i norra delen av Åmåls kommun i gränstrakterna mot Värmlands län. Det är avsatt som skyddat område sedan 2005 och omfattar  264 hektar. 
Mossen är av en typ som brukar kallas excentrisk mosse och består av öppna myrar, tuvsträngar, sumpskogar, hällmarkstallskogar och gölar. Där finns även urskogslik gammal gran- och tallskog med död vid i form av lågor, torrakor och högstubbar.
Tillsammans med Olsmossens naturreservat i Värmland är det nästan 5 km² som skyddats som naturreservat.
Lavfloran är relativt artrik och där finns aspgelélav, skorpgelélav, skrovellav, lunglav, brunpudrad nållav och glansfläck. Här finns även talltagel, vedtrappsmossa och kornknutmossa. En karaktärsart på gamla tallar är talltickan, men där finns även svampar som stor aspticka, ullticka, gränsticka och vedticka.  
Bland förekommande insekter kan några nämnas, vedskalbaggar, raggbocken och bronshjon. Där finns fåglar som tjäder, orre, trana, gråspett, tretåig hackspett, skogsduva, sparvuggla och ljungpipare. 
Följande 17 rödlistade arter har konstaterats i området: Asphättemossa, Vedtrappmossa, Liten hornfliksmossa, Stor aspticka, Gränsticka, Laxticka, Kandelabersvamp, Aspgelélav, Skorpgelélav, Skrovellav, Brunpudrad nållav, Bronshjon, Asppraktbagge, Raggbock, Randad albrunbagge, Tretåig hackspett, Skogsduva.
Naturreservatet förvaltas av Västkuststiftelsen.